# 瑪麗亞·克里斯蒂娜 (波旁-兩西西里)
瑪麗亞·克里斯蒂娜（義大利語：Maria Cristina，1877年4月10日—1947年10月4日），兩西西里王國阿方索王子的女兒，末代國王法蘭西斯科二世的姪女。

## 家庭
1900年，瑪麗亞·克里斯蒂娜與奧地利-托斯卡納的彼得·斐迪南結婚，兩人共有2子2女：
1. 戈特弗里德（1902年—1984年）
2. 海倫（英语：Archduchess Helena of Austria）（1903年—1924年）
3. 格奧爾格（1905年—1952年）
4. 羅莎（英语：Archduchess Rosa of Austria）（1906年—1983年）